# Lista de atletas mais bem pagos do mundo segundo a Forbes
Esta é uma lista dos atletas mais bem pagos do mundo.

## Listas

### 2024
Lista de 2024 completa:
| #  | Nome                  | Esporte           | País           | Total          | Salários      | Patrocínios |
| -- | --------------------- | ----------------- | -------------- | -------------- | ------------- | ----------- |
| 1  | Cristiano Ronaldo     | Futebol           | Portugal       | $260 milhões   | $200 milhões  | $60 milhões |
| 2  | Jon Rahm              | Golfe             | Espanha        | $218 milhões   | $198 milhões  | $20 milhões |
| 3  | Lionel Messi          | Futebol           | Argentina      | $135 milhões   | $65 milhões   | $70 milhões |
| 4  | LeBron James          | Basquete          | Estados Unidos | $128,2 milhões | $48,2 milhões | $80 milhões |
| 5  | Giannis Antetokounmpo | Basquete          | Grécia         | $111 milhões   | $46 milhões   | $65 milhões |
| 6  | Kylian Mbappé         | Futebol           | França         | $110 milhões   | $90 milhões   | $20 milhões |
| 7  | Neymar                | Futebol           | Brasil         | $108 milhões   | $80 milhões   | $28 milhões |
| 8  | Karim Benzema         | Futebol           | França         | $106 milhões   | $100 milhões  | $6 milhões  |
| 9  | Stephen Curry         | Basquete          | Estados Unidos | $102 milhões   | $52 milhões   | $50 milhões |
| 10 | Lamar Jackson         | Futebol americano | Estados Unidos | $100,5 milhões | $98,5 milhões | $2 milhões  |

### 2023
Lista de 2023 completa:
| #  | Nome              | Esporte     | País           | Total          | Salários      | Patrocínios |
| -- | ----------------- | ----------- | -------------- | -------------- | ------------- | ----------- |
| 1  | Cristiano Ronaldo | Futebol     | Portugal       | $136 milhões   | $46 milhões   | $90 milhões |
| 2  | Lionel Messi      | Futebol     | Argentina      | $130 milhões   | $65 milhões   | $65 milhões |
| 3  | Kylian Mbappé     | Futebol     | França         | $120 milhões   | $100 milhões  | $20 milhões |
| 4  | LeBron James      | Basquetebol | Estados Unidos | $119.5 milhões | $44.5 milhões | $75 milhões |
| 5  | Canelo Álvarez    | Boxing      | México         | $110 milhões   | $100 milhões  | $10 milhões |
| 6  | Dustin Johnson    | Golfe       | Estados Unidos | $107 milhões   | $102 milhões  | $5 milhões  |
| 7  | Phil Mickelson    | Golfe       | Estados Unidos | $106 milhões   | $104 milhões  | $2 milhões  |
| 8  | Stephen Curry     | Basquetebol | Estados Unidos | $100.4 milhões | $48.4 milhões | $52 milhões |
| 9  | Roger Federer     | Tênis       | Suíça          | $95.1 milhões  | $0.1 milhões  | $95 milhões |
| 10 | Kevin Durant      | Basquetebol | Estados Unidos | $89.1 milhões  | $44.1 milhões | $45 milhões |

### 2022
Lista de 2022 completa:
| #  | Nome                  | Modalidade        | Nação          | Total          | Salários      | Publicidade |
| -- | --------------------- | ----------------- | -------------- | -------------- | ------------- | ----------- |
| 1  | Lionel Messi          | Futebol           | Argentina      | $130 milhões   | $75 milhões   | $55 milhões |
| 2  | LeBron James          | Basquetebol       | Estados Unidos | $121.2 milhões | $41.2 milhões | $80 milhões |
| 3  | Cristiano Ronaldo     | Futebol           | Portugal       | $115 milhões   | $60 milhões   | $55 milhões |
| 4  | Neymar                | Futebol           | Brasil         | $95 milhões    | $70 milhões   | $25 milhões |
| 5  | Stephen Curry         | Basquetebol       | Estados Unidos | $92.8 milhões  | $45.8 milhões | $47 milhões |
| 6  | Kevin Durant          | Basquetebol       | Estados Unidos | $92.1 milhões  | $42.1 milhões | $50 milhões |
| 7  | Roger Federer         | Tênis             | Suíça          | $90.7 milhões  | $0.7 milhões  | $90 milhões |
| 8  | Saúl Álvarez          | Boxe              | México         | $90 milhões    | $85 milhões   | $5 milhões  |
| 9  | Tom Brady             | Futebol americano | Estados Unidos | $83.9 milhões  | $31.9 milhões | $52 milhões |
| 10 | Giannis Antetokounmpo | Basquetebol       | Grécia         | $80.9 milhões  | $39.9 milhões | $41 milhões |

### 2021
Lista de 2021 completa:
| #  | Nome              | Modalidade        | Nação          | Total          | Salários      | Publicidade  |
| -- | ----------------- | ----------------- | -------------- | -------------- | ------------- | ------------ |
| 1  | Conor McGregor    | MMA               | Irlanda        | $180 milhões   | $22 milhões   | $158 milhões |
| 2  | Lionel Messi      | Futebol           | Argentina      | $130 milhões   | $97 milhões   | $33 milhões  |
| 3  | Cristiano Ronaldo | Futebol           | Portugal       | $120 milhões   | $70 milhões   | $50 milhões  |
| 4  | Dak Prescott      | Futebol americano | Estados Unidos | $107.5 milhões | $97.5 milhões | $10 milhões  |
| 5  | LeBron James      | Basquetebol       | Estados Unidos | $96.5 milhões  | $31.5 milhões | $65 milhões  |
| 6  | Neymar            | Futebol           | Brasil         | $95 milhões    | $76 milhões   | $19 milhões  |
| 7  | Roger Federer     | Tênis             | Suíça          | $90 milhões    | $0.03 milhões | $90 milhões  |
| 8  | Lewis Hamilton    | Automobilismo     | Reino Unido    | $82 milhões    | $70 milhões   | $12 milhões  |
| 9  | Tom Brady         | Futebol americano | Estados Unidos | $76 milhões    | $45 milhões   | $31 milhões  |
| 10 | Kevin Durant      | Basquetebol       | Estados Unidos | $75 milhões    | $31 milhões   | $44 milhões  |

### 2020
Lista de 2020 completa:
| #  | Nome              | Modalidade        | Nação          | Total          | Salários      | Publicidade  |
| -- | ----------------- | ----------------- | -------------- | -------------- | ------------- | ------------ |
| 1  | Roger Federer     | Tênis             | Suíça          | $106.3 milhões | $6.3 milhões  | $100 milhões |
| 2  | Cristiano Ronaldo | Futebol           | Portugal       | $105 milhões   | $60 milhões   | $45 milhões  |
| 3  | Lionel Messi      | Futebol           | Argentina      | $104 milhões   | $72 milhões   | $32 milhões  |
| 4  | Neymar            | Futebol           | Brasil         | $95.5 milhões  | $70.5 milhões | $25 milhões  |
| 5  | LeBron James      | Basquetebol       | Estados Unidos | $88.2 milhões  | $28.2 milhões | $60 milhões  |
| 6  | Stephen Curry     | Basquetebol       | Estados Unidos | $74.4 milhões  | $30.4 milhões | $44 milhões  |
| 6  | Kevin Durant      | Basquetebol       | Estados Unidos | $63.9 milhões  | $28.9 milhões | $35 milhões  |
| 8  | Tiger Woods       | Golfe             | Estados Unidos | $62.3 milhões  | $2.3 milhões  | $60 milhões  |
| 9  | Kirk Cousins      | Futebol americano | Estados Unidos | $60.5 milhões  | $58 milhões   | $2.5 milhões |
| 10 | Carson Wentz      | Futebol americano | Estados Unidos | $59.1 milhões  | $55.1 milhões | $4 milhões   |

### 2019
Lista de 2019 completa:
| #  | Nome              | Modalidade        | Nação          | Total         | Salários      | Publicidade |
| -- | ----------------- | ----------------- | -------------- | ------------- | ------------- | ----------- |
| 1  | Lionel Messi      | Futebol           | Argentina      | $127 milhões  | $92 milhões   | $35 milhões |
| 2  | Cristiano Ronaldo | Futebol           | Portugal       | $109 milhões  | $65 milhões   | $44 milhões |
| 3  | Neymar            | Futebol           | Brasil         | $105 milhões  | $75 milhões   | $30 milhões |
| 4  | Saúl Álvarez      | Boxe              | México         | $94 milhões   | $92 milhões   | $2 milhões  |
| 5  | Roger Federer     | Tênis             | Suíça          | $93.4 milhões | $7.4 milhões  | $86 milhões |
| 6  | Russell Wilson    | Futebol americano | Estados Unidos | $89.5 milhões | $80.5 milhões | $9 milhões  |
| 6  | Aaron Rodgers     | Futebol americano | Estados Unidos | $89.3 milhões | $80.3 milhões | $9 milhões  |
| 8  | LeBron James      | Basquetebol       | Estados Unidos | $89 milhões   | $36 milhões   | $53 milhões |
| 9  | Stephen Curry     | Basquetebol       | Estados Unidos | $79.8 milhões | $37.8 milhões | $42 milhões |
| 10 | Kevin Durant      | Basquetebol       | Estados Unidos | $65.4 milhões | $30.4 milhões | $35 milhões |

### 2018
Lista de 2018 completa:
| #  | Nome                 | Modalidade        | Nação          | Total         | Salários      | Publicidade |
| -- | -------------------- | ----------------- | -------------- | ------------- | ------------- | ----------- |
| 1  | Floyd Mayweather Jr. | Boxe              | Estados Unidos | $285 milhões  | $275 milhões  | $10 milhões |
| 2  | Lionel Messi         | Futebol           | Argentina      | $111 milhões  | $84 milhões   | $27 milhões |
| 3  | Cristiano Ronaldo    | Futebol           | Portugal       | $108 milhões  | $61 milhões   | $47 milhões |
| 4  | Conor McGregor       | MMA               | Irlanda        | $99 milhões   | $85 milhões   | $14 milhões |
| 5  | Neymar               | Futebol           | Brasil         | $90 milhões   | $71 milhões   | $19 milhões |
| 6  | LeBron James         | Basquetebol       | Estados Unidos | $85.5 milhões | $33.5 milhões | $52 milhões |
| 6  | Roger Federer        | Tênis             | Suíça          | $77.2 milhões | $12.2 milhões | $65 milhões |
| 8  | Stephen Curry        | Basquetebol       | Estados Unidos | $76.9 milhões | $34.9 milhões | $42 milhões |
| 9  | Matt Ryan            | Futebol americano | Estados Unidos | $67.3 milhões | $62.3 milhões | $5 milhões  |
| 10 | Matthew Stafford     | Futebol americano | Estados Unidos | $59.5 milhões | $57.5 milhões | $2 milhões  |

### 2017
Lista de 2017 completa:
| #  | Nome              | Modalidade        | Nação          | Total         | Salários      | Publicidade |
| -- | ----------------- | ----------------- | -------------- | ------------- | ------------- | ----------- |
| 1  | Cristiano Ronaldo | Futebol           | Portugal       | $93 milhões   | $58 milhões   | $35 milhões |
| 2  | LeBron James      | Basquetebol       | Estados Unidos | $86.2 milhões | $31.2 milhões | $55 milhões |
| 3  | Lionel Messi      | Futebol           | Argentina      | $80 milhões   | $53 milhões   | $27 milhões |
| 4  | Roger Federer     | Tênis             | Suíça          | $64 milhões   | $6 milhões    | $58 milhões |
| 5  | Kevin Durant      | Basquetebol       | Estados Unidos | $60.6 milhões | $26.6 milhões | $34 milhões |
| 6  | Andrew Luck       | Futebol americano | Estados Unidos | $50 milhões   | $47 milhões   | $3 milhões  |
| 6  | Rory McIlroy      | Golfe             | Reino Unido    | $50 milhões   | $16 milhões   | $34 milhões |
| 8  | Stephen Curry     | Basquetebol       | Estados Unidos | $47.3 milhões | $12.3 milhões | $35 milhões |
| 9  | James Harden      | Basquetebol       | Estados Unidos | $46.6 milhões | $26.6 milhões | $20 milhões |
| 10 | Lewis Hamilton    | Automobilismo     | Reino Unido    | $46 milhões   | $38 milhões   | $8 milhões  |

### 2016
Lista de 2016 completa:
| #  | Nome              | Modalidade        | Nação          | Total         | Salário       | Publicidade |
| -- | ----------------- | ----------------- | -------------- | ------------- | ------------- | ----------- |
| 1  | Cristiano Ronaldo | Futebol           | Portugal       | $88 milhões   | $56 milhões   | $32 milhões |
| 2  | Lionel Messi      | Futebol           | Argentina      | $81.4 milhões | $53.4 milhões | $28 milhões |
| 3  | LeBron James      | Basquetebol       | Estados Unidos | $77.2 milhões | $23.2 milhões | $54 milhões |
| 4  | Roger Federer     | Tênis             | Suíça          | $67.8 milhões | $7.8 milhões  | $60 milhões |
| 5  | Kevin Durant      | Basquetebol       | Estados Unidos | $56.2 milhões | $20.2 milhões | $36 milhões |
| 6  | Novak Djokovic    | Tênis             | Sérvia         | $55.8 milhões | $21.8 milhões | $34 milhões |
| 7  | Cam Newton        | Futebol americano | Estados Unidos | $53.1 milhões | $41.1 milhões | $12 milhões |
| 8  | Phil Mickelson    | Golfe             | Estados Unidos | $52.9 milhões | $2.9 milhões  | $50 milhões |
| 9  | Jordan Spieth     | Golfe             | Estados Unidos | $52.8 milhões | $20.8 milhões | $32 milhões |
| 10 | Kobe Bryant       | Basquetebol       | Estados Unidos | $50 milhões   | $25 milhões   | $25 milhões |

### 2015
Lista de 2015:
| #  | Nome                 | Modalidade  | Nação          | Total         | Salário       | Publicidade |
| -- | -------------------- | ----------- | -------------- | ------------- | ------------- | ----------- |
| 1  | Floyd Mayweather Jr. | Boxe        | Estados Unidos | $300 milhões  | $285 milhões  | $15 milhões |
| 2  | Manny Pacquiao       | Boxe        | Filipinas      | $160 milhões  | $148 milhões  | $12 milhões |
| 3  | Cristiano Ronaldo    | Futebol     | Portugal       | $79.6 milhões | $52.6 milhões | $27 milhões |
| 4  | Lionel Messi         | Futebol     | Argentina      | $73.8 milhões | $51.8 milhões | $22 milhões |
| 5  | Roger Federer        | Tênis       | Suíça          | $67 milhões   | $9 milhões    | $58 milhões |
| 6  | LeBron James         | Basquetebol | Estados Unidos | $64.8 milhões | $20.8 milhões | $44 milhões |
| 7  | Kevin Durant         | Basquetebol | Estados Unidos | $54.1 milhões | $19.1 milhões | $35 milhões |
| 8  | Phil Mickelson       | Golfe       | Estados Unidos | $50.8 milhões | $2.8 milhões  | $48 milhões |
| 9  | Tiger Woods          | Golfe       | Estados Unidos | $50.6 milhões | $0.6 milhões  | $50 milhões |
| 10 | Kobe Bryant          | Basquetebol | Estados Unidos | $49.5 milhões | $23.5 milhões | $26 milhões |

### 2014
Lista de 2014:
| #  | Nome                 | Modalidade        | Nação          | Total         | Salário       | Publicidade  |
| -- | -------------------- | ----------------- | -------------- | ------------- | ------------- | ------------ |
| 1  | Floyd Mayweather Jr. | Boxe              | Estados Unidos | $105 milhões  | $105 milhões  | $0           |
| 2  | Cristiano Ronaldo    | Futebol           | Portugal       | $80 milhões   | $52 milhões   | $28 milhões  |
| 3  | LeBron James         | Basquetebol       | Estados Unidos | $72.3 milhões | $19.3 milhões | $53 milhões  |
| 4  | Lionel Messi         | Futebol           | Argentina      | $64.7 milhões | $41.7 milhões | $23 milhões  |
| 5  | Kobe Bryant          | Basquetebol       | Estados Unidos | $61.5 milhões | $30.5 milhões | $31 milhões  |
| 6  | Tiger Woods          | Golfe             | Estados Unidos | $61.2 million | $6.2 million  | $55 million  |
| 7  | Roger Federer        | Tênis             | Suíça          | $56.2 milhões | $4.2 milhões  | $52 milhões  |
| 8  | Phil Mickelson       | Golfe             | Estados Unidos | $53.2 milhões | $5.2 milhões  | $48 milhões  |
| 9  | Rafael Nadal         | Tênis             | Espanha        | $44.5 milhões | $14.5 milhões | $30 milhões  |
| 10 | Matt Ryan            | Futebol americano | Estados Unidos | $43.8 milhões | $42 milhões   | $1.8 milhões |

### 2013
Lista de 2013:
| #  | Nome              | Modalidade        | Nação          | Total         | Salários      | Publicidade |
| -- | ----------------- | ----------------- | -------------- | ------------- | ------------- | ----------- |
| 1  | Tiger Woods       | Golfe             | Estados Unidos | $78.1 milhões | $13.1 milhões | $65 milhões |
| 2  | Roger Federer     | Tênis             | Suíça          | $71.5 milhões | $6.5 milhões  | $65 milhões |
| 3  | Kobe Bryant       | Basquetebol       | Estados Unidos | $61.9 milhões | $27.9 milhões | $34 milhões |
| 4  | LeBron James      | Basquetebol       | Estados Unidos | $59.8 milhões | $17.8 milhões | $42 milhões |
| 5  | Drew Brees        | Futebol americano | Estados Unidos | $51 milhões   | $40 milhões   | $11 milhões |
| 6  | Aaron Rodgers     | Futebol americano | Estados Unidos | $49 milhões   | $43 milhões   | $6 milhões  |
| 7  | Phil Mickelson    | Golfe             | Estados Unidos | $48.7 milhões | $4.7 milhões  | $44 milhões |
| 8  | David Beckham     | Futebol           | Reino Unido    | $47.2 milhões | $5.2 milhões  | $42 milhões |
| 9  | Cristiano Ronaldo | Futebol           | Portugal       | $44 milhões   | $23 milhões   | $21 milhões |
| 10 | Lionel Messi      | Futebol           | Argentina      | $41.3 milhões | $20.3 milhões | $21 milhões |

### 2012
Lista de 2012:
| #  | Nome                 | Modalidade        | Nação          | Total         | Salários      | Publicidade |
| -- | -------------------- | ----------------- | -------------- | ------------- | ------------- | ----------- |
| 1  | Floyd Mayweather Jr. | Boxe              | Estados Unidos | $85 milhões   | $85 milhões   | $0 milhões  |
| 2  | Manny Pacquiao       | Boxe              | Filipinas      | $62 milhões   | $56 milhões   | $6 milhões  |
| 3  | Tiger Woods          | Golfe             | Estados Unidos | $59.4 milhões | $4.4 milhões  | $55 milhões |
| 4  | LeBron James         | Basquetebol       | Estados Unidos | $53 milhões   | $13 milhões   | $40 milhões |
| 5  | Roger Federer        | Tênis             | Suíça          | $52.7 milhões | $7.7 milhões  | $45 milhões |
| 6  | Kobe Bryant          | Basquetebol       | Estados Unidos | $52.3 milhões | $20.3 milhões | $32 milhões |
| 7  | Phil Mickelson       | Golfe             | Estados Unidos | $47.8 milhões | $4.8 milhões  | $43 milhões |
| 8  | David Beckham        | Futebol           | Reino Unido    | $46 milhões   | $9 milhões    | $37 milhões |
| 9  | Cristiano Ronaldo    | Futebol           | Portugal       | $42.5 milhões | $20.5 milhões | $22 milhões |
| 10 | Peyton Manning       | Futebol americano | Estados Unidos | $42.4 milhões | $32.4 milhões | $10 milhões |

### 2011
Lista de 2011:
| #  | Nome               | Modalidade  | Nação          | Total         | Salários | Publicidade |
| -- | ------------------ | ----------- | -------------- | ------------- | -------- | ----------- |
| 1  | Tiger Woods        | Golfe       | Estados Unidos | $75 milhões   |          |             |
| 2  | Kobe Bryant        | Basquetebol | Estados Unidos | $53 milhões   |          |             |
| 3  | LeBron James       | Basquetebol | Estados Unidos | $48 milhões   |          |             |
| 4  | Roger Federer      | Tênis       | Suíça          | $47 milhões   |          |             |
| 5  | Phil Mickelson     | Golfe       | Estados Unidos | $46.5 milhões |          |             |
| 6  | David Beckham      | Futebol     | Reino Unido    | $40 milhões   |          |             |
| 7  | Cristiano Ronaldo  | Futebol     | Portugal       | $38 milhões   |          |             |
| 8  | Alex Rodriguez     | Beisebol    | Estados Unidos | $35 milhões   |          |             |
| 9  | Michael Schumacher | Fórmula 1   | Alemanha       | $34 milhões   |          |             |
| 10 | Lionel Messi       | Futebol     | Argentina      | $32.3 milhões |          |             |